# Максименко Федір Пилипович

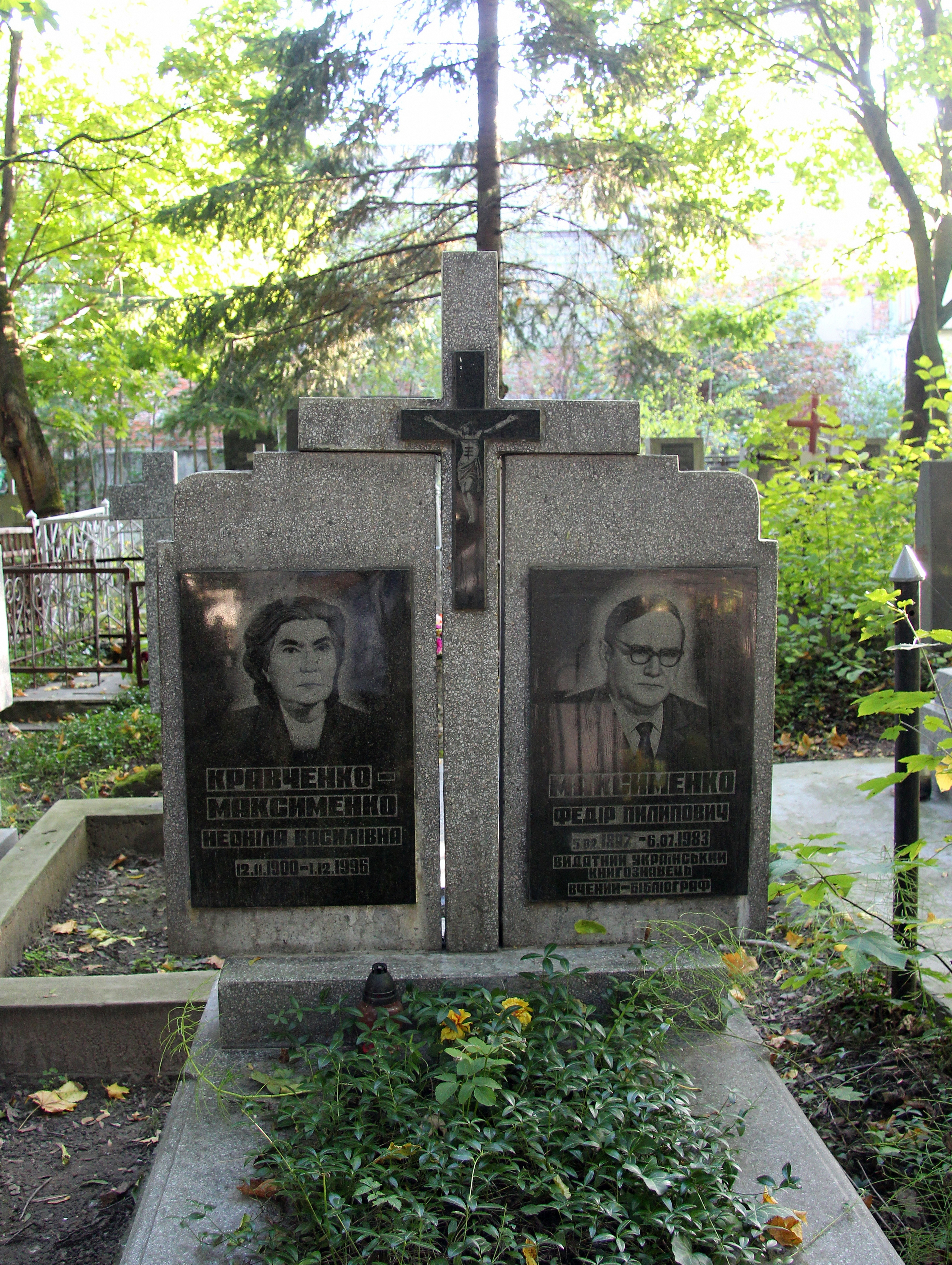
Могила Федора Максименка на полі № 61-а Янівського цвинтаря

Фе́дір Пили́пович Макси́менко (* 4 лютого (23 січня) 1896, Біленьке, Катеринославський повіт — † 6 липня 1983, Львів) — український бібліограф-енциклопедист, книгознавець.

## Життєпис
Народився в селі Біленьке Катеринославського повіту (нині Запорізького району Запорізької області) в сім'ї священика. Закінчив Катеринославську духовну семінарію, по тому історичний відділ факультету професійної освіти Київського інституту народної освіти в 1925 році. Працював у Всенародній бібліотеці України в 1923—33 роках, в часі цієї праці пройшов аспірантуру з бібліографії в 1929—31 роках, і завідував відділом періодики. У програмі планування українського бібліографічного репертуару видав бібліографічну розвідку «Межі етнографічної території українського народу» (1927). Найважнішим доробком є покажчик «Матеріяли до краєзнавчої бібліографії України» (1930).
1928 року в пресі УСРР розгортається кампанія проти Всенародної бібліотеки України, це скінчилося погромом кадрів, знищенням картотек, організацією спецфонду. Максименко ретельно збирав газетні витинки, зробивши своєрідну книжку-провідника по хронології погрому. Розпочали кампанію журналісти Йосип Халіфман та Г. Сіркіс.
Брав участь у колективній підготовці праці «Матеріали до бібліографії М. О. Скрипника» (1932). За звинуваченням «у саботажі наукової роботи, нацдемівщину та як вихідця з контрреволюційного табору» разом із вченими Б. І. Зданевичем, О.Киселем, Г.Колядою, К. Копержинським, В. Кордтом, М. Ясинським та іншими звільнений з посади в часі чистки академічних установ (1933), тривалий час не мав постійної роботи. Ризикуючи волею, в умовах державного терору збирав матеріали про україністичні видання, які не було реалізовано наступом більшовизму. Зберіг рукописи В. Міяковського, Василя Різниченка, О. Оглоблина. До 1947 не зміг видати жодного наукового дослідження.
В 1950—1974 роках — заступник директора бібліотеки Львівського університету, де потім завідував відділом рукописів та рідкісної книги, названим після його смерти його іменем.
Зібрав «Матеріали до бібліографії української книжки XIX ст.»
Уклав покажчики «Першодруки (інкунабули) Наукової бібліотеки Львівського університету» — 1958, та «Кириличні стародруки українських друкарень, що зберігаються у львівських збірках» — 1975.
Створені ним покажчики другого ступеня «Бібліографія української і російської бібліографії по історії УРСР» — 1960, у співавторстві, та «Бібліографії зарубіжних видань з історії Української РСР» — 1971, в складі колективу — ввели до наукового обігу величезну кількість невживаних в офіційній історичній літературі тоталітарних часів джерел.
Підтримував дружні стосунки з Ю.Меженком, С.Масловим та багатьма іншими вченими до їх останніх днів, на свій страх і ризик десятиріччями постачав їх для роботи спецфондівськими виданнями.
Підготував широку інформаційну базу для багатотомника «Історія міст і сіл Української РСР», упорядкувавши покажчик «Збірки історичних відомостей про населені пункти Української РСР» — 1963—1964, майже 1400 позицій німецькою, польською, російською, румунською, українською та французькою мовами.
Серед відредагованих праць — капітальний двотомний у чотирьох випусках покажчик «Історія Києва» — 1958—1963, виданий Державною історичною бібліотекою УРСР.
Керував підготовкою покажчиків праць учених Львівського університету — 1962 та 1974 роки.
Серед його учнів — Гуменюк Михайло Прокопович.
Помер 6 липня 1983 року у Львові. Похований на Янівському цвинтарі, поле № 61-а.

## Вшанування пам'яті
В Києві (у Пущі-Водиці) з 2016 року існує вулиця Федора Максименка. Також вулиця Федора Максименка існує в Бахмуті.